# HD 2039 b
HD 2039 b는 어머니 항성 HD 2039를 도는 외계 행성이다. 이 행성의 최소 질량은 목성의 다섯 배에 가깝기 때문에 슈퍼목성으로 분류할 수 있다. 그러나 공전궤도 경사각에 따라 실제 질량은 이보다 훨씬 더 커질 확률도 있다. 극단적인 경우 행성이 아니라 갈색 왜성일 가능성도 있다. b의 공전 궤도는 크게 찌그러져 있으며, 따라서 항성에 가까워질 때와 멀어질 때 전 행성에 걸쳐 극심한 기후의 변화를 겪을 것으로 보인다.

## 참고 문헌
- Tinney;  외. (2003). “Four New Planets Orbiting Metal-enriched Stars”. 《The Astrophysical Journal》 (영어) 587 (1): 423–428. doi:10.1086/368068.
- Butler;  외. (2006). “Catalog of Nearby Exoplanets”. 《The Astrophysical Journal》 (영어) 646 (1): 505–522. doi:10.1086/504701. 2019년 12월 7일에 원본 문서에서 보존된 문서. 2009년 6월 21일에 확인함.